# Колодино (Пошехонский район)
Колодино — село в Пошехонском районе Ярославской области России. 
В рамках организации местного самоуправления входит в Пригородное сельское поселение, в рамках административно-территориального устройства является центром Колодинского сельского округа.

## География
Расположено в 32 км к северу (по прямой) от центра города Пошехонье.

## Население
| 1859 | 1914 | 2002 | 2007 | 2010 |
| ---- | ---- | ---- | ---- | ---- |
| 5    | ↗90  | ↗287 | ↘245 | ↗257 |

Согласно результатам переписи 2002 года, в национальной структуре населения русские составляли 100 % от всех жителей.

## Инфраструктура
Два продуктовых магазина, общеобразовательная школа
амбулатория (филиал Пошехонской центральной районной больницы), центральный дом культуры, отделение почтовой связи №152885, колхоз имени Калинина.

## Достопримечательности
- Церковь Севастиана Сохотского (2005)[11]
- Памятник Воинам, павшим в годы Великой Отечественной войны

## Общественный транспорт
Колодино обслуживается пригородными автобусными маршрутами №№ 105 Пошехонье — Андрюшино, 120 Пошехонье — Спас.

## Улицы
Центральная, Солнечная, Парковая, Дружная.